# 罗维戈
罗维戈（義大利語：Rovigo）是意大利威尼托大区罗维戈省首府，面积108平方公里，人口50,590人（2013年）。

## 友好城市
- 英国贝德福德
- 罗马尼亚图尔恰
- 德国菲恩海姆